# Mhasla
Mhasla é uma vila no distrito de Raigarh, no estado indiano de Maharashtra.

## Geografia
Mhasla está localizada a 18° 08′ N, 73° 07′ L. Tem uma altitude média de 93 metros (305 pés).

## Demografia
Segundo o censo de 2001, Mhasla tinha uma população de 8762 habitantes. Os indivíduos do sexo masculino constituem 49% da população e os do sexo feminino 51%. Mhasla tem uma taxa de literacia de 73%, superior à média nacional de 59.5%: a literacia no sexo masculino é de 76% e no sexo feminino é de 70%. Em Mhasla, 15% da população está abaixo dos 6 anos de idade.